# Emmaus Nicopolis

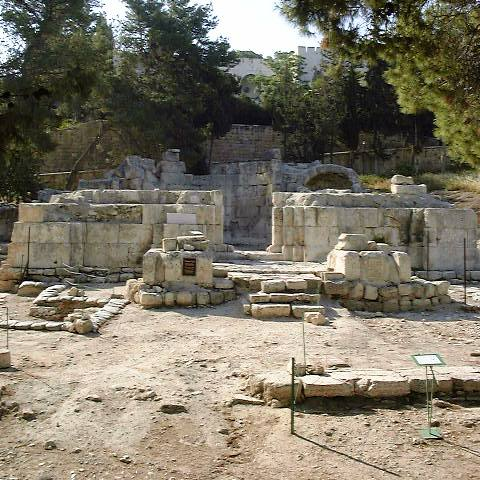
Resti della basilica bizantino-crociata di Emmaus Nicopolis.

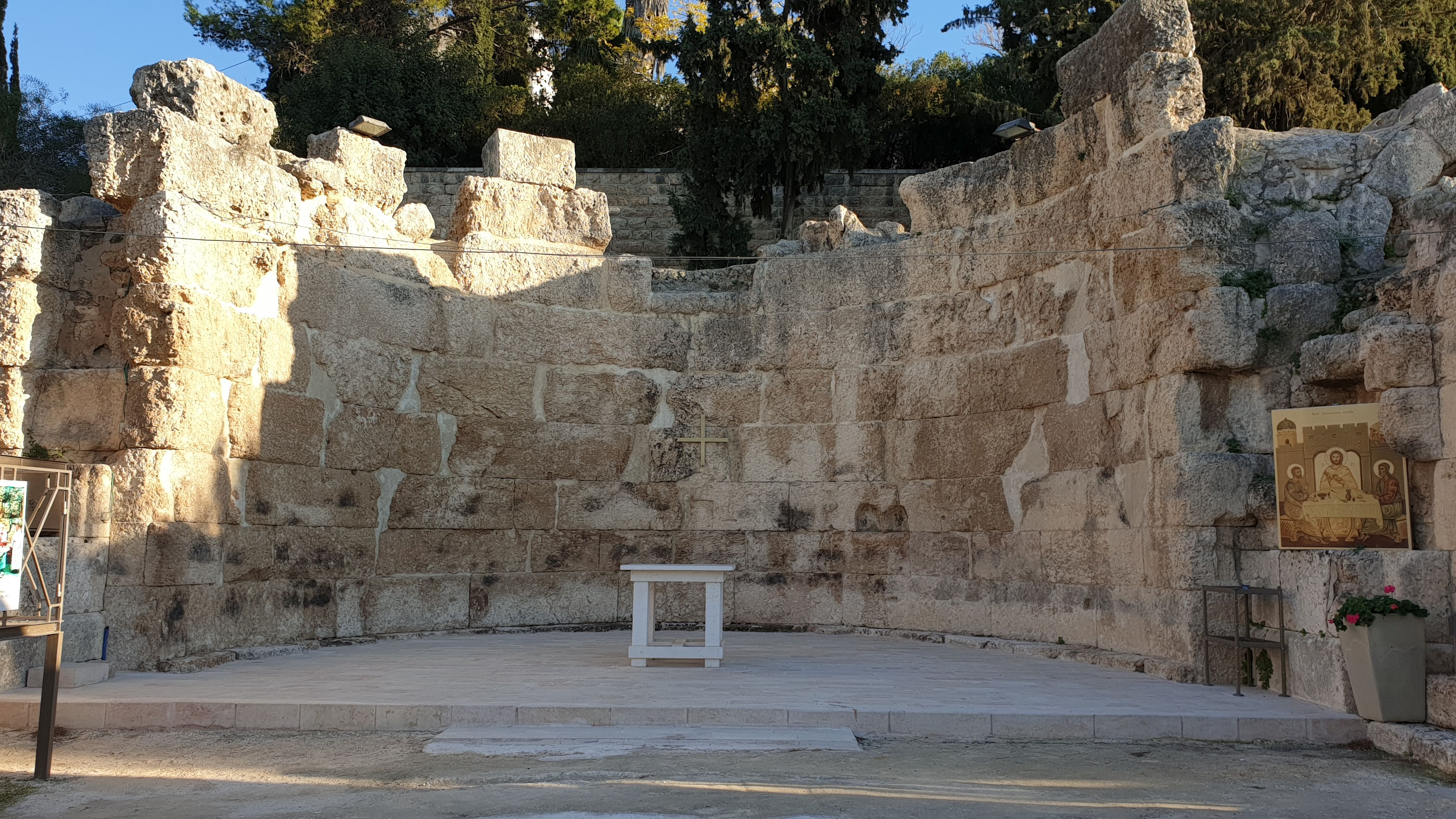
La zona absidale della basilica d'epoca crociata.

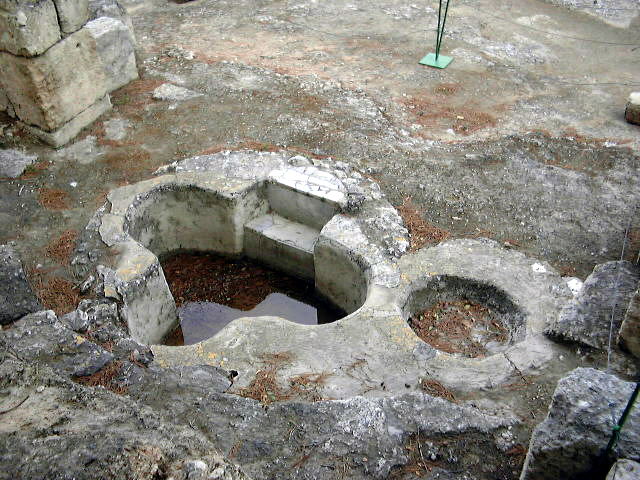
Il battistero di Nicopoli, risalente al V secolo.

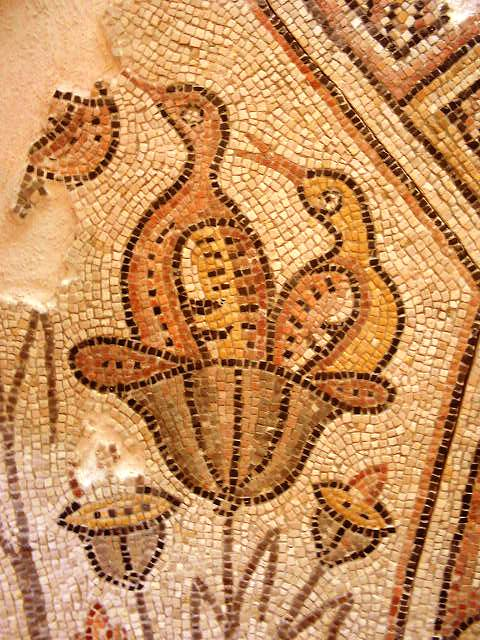
Mosaico di Nicopolis d'epoca bizantina.

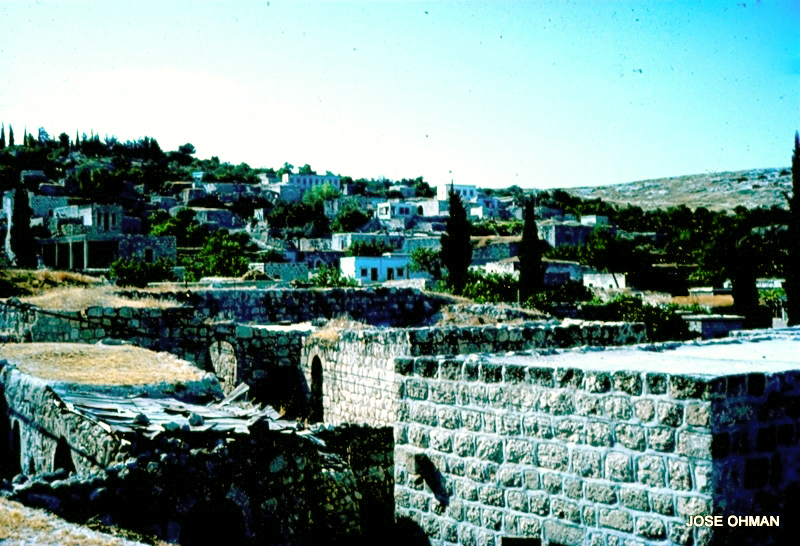
Vecchia foto del villaggio arabo di `Amwâs (o `Imwâs).

Nicopolis (o Nikopolis) è un sito archeologico della Palestina ed una delle possibili identificazioni della località di Emmaus citata nel Nuovo Testamento: nei pressi del sito sorgeva il villaggio arabo di `Amwâs (o `Imwâs), raso al suolo dagli israeliani durante la guerra dei sei giorni.
Nicopolis si trova a circa 30 km ad ovest di Gerusalemme proprio al limite tra le montagne della Giudea e la valle di Ayalon. Il sito archeologico si trova nelle vicinanze dell'abbazia trappista di Latrun.

## Etimologia del nome
Il nome “Emmaus” deriva probabilmente dalla parola Ebraica "Hammat" o "Hamta", che significa “sorgente calda” (Emmaus è chiamata con questo nome nel Midrash Zuta del Cantico dei Cantici 6,8 e nel Midrash Rabba di Lamentazioni 1,45). Questo nome fu ellenizzato probabilmente durante il II secolo a.C. e si trova nell’antica letteratura ebraica sotto forma di Ammaus, Ammaum, Emmaus, Emmaum, Maus, Amus, etc.: Άμμαούμ, Άμμαούς, Έμμαούμ, Έμμαούς, אמאוס, אמאום, עמאוס, עמאום, עמוס, מאום, אמהום…

## Posizione geografica
La posizione di Emmaus è indicata sulle carte geografiche romane. La Tavola di Peutinger situa Emmaus a circa 19 miglia (28 km) ad ovest di Gerusalemme, mentre la mappa di Tolomeo indica una distanza di 20 miglia (circa 29,5 km). Questo dato è confermato da antiche testimonianze, tra cui antichi manoscritti e traduzioni del Vangelo di Luca (p.e. Codex Sinaiticus) che indicano una distanza tra Emmaus e Gerusalemme di 160 stadi, così come fanno anche san Girolamo (Lettera 108), Eusebio di Cesarea ("Onomasticon"), il pellegrino anonimo di Bordeaux ed altri.

La posizione geografica di Emmaus è descritta nel Talmud di Gerusalemme, trattato Sheviit 9.2.
Da Bet Horon al mare è un solo territorio. Ma è un territorio senza regioni? - disse il rabbino Johanan – C’è ancora montagna, pianura e valle. Da Bet Horon a Emmaus è montagna, da Emmaus a Lidda, pianura, da Lidda al mare, valle. Dunque dovranno essere considerati quattro? Sono adiacenti.

## Storia
In virtù della sua posizione, Emmaus ha assunto un importante ruolo amministrativo, militare ed economico in alcune fasi della sua storia. Emmaus viene citata per la prima volta nel primo libro dei Maccabei, capitoli 3-4, nel contesto delle guerre di Giuda Maccabeo contro i Greci (II secolo a.C.).

Durante il periodo degli Asmonei, Emmaus divenne una località importante della valle di Ayalon e acquisì il ruolo di centro amministrativo regionale (centro della toparchia), (cfr. Giuseppe Flavio, Guerra giudaica 3,3,5). Giuseppe Flavio fa menzione di Emmaus molte volte nei suoi scritti: “Guerra giudaica 2,4,3; 2,20,4; 3,3,5; 4,8,1; 5,1,6”; “Antichità giudaiche 14,11,2; 14,15,7 ;17,10,7-9”. Egli parla della distruzione di Emmaus da parte dei Romani nell’anno 4 a.C. (Antichità giudaiche 17,10,7-9). Dopo la devastazione causata dai Romani, Emmaus divenne un piccolo paese, come viene detto nel brano seguente tratto dal Vangelo di Luca: 
Ed ecco, in quello stesso giorno due di loro erano in cammino per un villaggio di nome Èmmaus, distante (cento) sessanta stadi da Gerusalemme, e conversavano tra loro di tutto quello che era accaduto. Mentre conversavano e discutevano insieme, Gesù in persona si avvicinò e camminava con loro. Ma i loro occhi erano impediti a riconoscerlo. … Quando furono vicini al villaggio dove erano diretti, egli fece come se dovesse andare più lontano. Ma essi insistettero: «Resta con noi, perché si fa sera e il giorno è ormai al tramonto». Egli entrò per rimanere con loro. Quando fu a tavola con loro, prese il pane, recitò la benedizione, lo spezzò e lo diede loro. Allora si aprirono loro gli occhi e lo riconobbero.
Dopo la disfatta della rivolta di Bar-Kochba nella prima metà del II secolo d.C., a Emmaus si stabilirono i Romani e i Samaritani. Agli inizi del III secolo d.C., uno studioso e scrittore cristiano di origine Romana chiamato Giulio Africano visse e lavorò a Emmaus. Secondo gli storici Bizantini (Eusebio di Cesarea, S. Girolamo, Filippo di Side e altri), Giulio Africano guidò una delegazione di abitanti locali presso l’imperatore romano Eliogabalo ottenendo per Emmaus lo status di città (polis) e il nome di “Nicopolis”, che portò durante il tardo Periodo Romano e il Periodo Bizantino. Come scrisse Eusebio di Cesarea:
Emmaus, da dove proveniva Cleopa che è citato dall’evangelista Luca. Oggi è Nicopolis, una famosa città della Palestina. (“Onomasticon, scritto nel 290-325 d.C.). 
Durante il Periodo Bizantino, Emmaus-Nicopolis divenne una grande città ed una sede vescovile. Sul luogo dell’apparizione del Cristo risorto fu costruita un enorme complesso ecclesiale, che servì da luogo di pellegrinaggio e le cui rovine esistono tuttora. All’arrivo dei conquistatori musulmani (VII secolo d.C.), Emmaus riprese il suo nome semitico, in arabo “Amwas” o “Imwas”, ma perse la sua importanza di centro regionale.
Durante il periodo delle Crociate, ad Emmaus riprese la presenza cristiana e fu ricostruita la chiesa bizantina. Però la memoria dell’apparizione di Gesù risorto a Emmaus iniziò ad essere celebrata anche in tre altri luoghi della Terra Santa: Ha-Motsa (circa 4 miglia/6 km a ovest di Gerusalemme), Qubeibe (circa 7 miglia / 12 km a nordovest di Gerusalemme) e Abu-Gosh (circa 7 miglia/12 km a ovest di Gerusalemme).
Il villaggio arabo di Amwas fu ancora una volta identificato con l’Emmaus biblico e la Nicopolis romano-bizantina da alcuni studiosi del XIX secolo, tra i quali Edward Robinson (1838-1852), M.V. Guérin (1868), Clermont-Ganneau (1874) e J.B. Guillermot (1880-1887). Inoltre, una santa locale di nome Maria di Gesù Crocifisso, monaca del Monastero carmelitano di Betlemme, ebbe nel 1878 un’apparizione, nella quale Gesù stesso indicò Amwas come la Emmaus del Vangelo. Grazie a questa rivelazione, il luogo santo di Emmaus fu acquistato dai musulmani da parte del monastero carmelitano, furono condotti scavi archeologici e riprese il flusso di pellegrini a Emmaus-Nicopolis. Il villaggio arabo di Amwas fu completamente distrutto nel 1967 durante la Guerra dei 6 Giorni.

## Archeologia
Gli scavi archeologici a Emmaus iniziarono nel tardo XIX secolo e stanno continuando ancor oggi: Clermont-Ganneau (1874), J.-B. Guillemot (1883-1887), i Padri domenicani L.-H. Vincent & F.-M. Abel (1924-1930), Y. Hirschfeld (1975), M. Gichon (1978), M. Louhivuori, M. Piccirillo, V. Michel, K.-H. Fleckenstein (dal 1994). Durante gli scavi eseguiti sui terreni del “Canada Park” (“Ayalon”) furono scoperti dei resti delle fortificazioni di Emmaus risalenti al Periodo Asmoneo, così come dei bagni romani del III secolo d.C., delle caverne sepolcrali ebraiche del I secolo d.C., degli impianti idrici romano-bizantini, pressoi per l’olio e tombe. All’interno della proprietà del luogo santo di Emmaus furono fatti altri ritrovamenti, quali delle caverne sepolcrali ebraiche del I secolo d.C., una pressa per l’olio, delle tombe e numerosi oggetti del periodo romano-bizantino (monete, lampade ad olio, vasi e gioielli). Il muro posteriore di est, a tre absidi, della chiesa bizantina fu portato alla luce, insieme ad un battistero esterno e a mosaici policromi, così come i muri della chiesa dei crociati che furono costruiti appoggiati all’abside centrale bizantina (XII secolo). Nella zona di Emmaus sono state trovate diverse iscrizioni ebraiche, samaritane, greche e latine incise su pietra.

## Riferimenti nei testi religiosi
La maggior parte degli antichi manoscritti del Vangelo di Luca che sono giunti fino a noi indicano una distanza di 60 stadi (circa 7 miglia/12 km) tra Gerusalemme ed Emmaus. Tuttavia vi sono alcuni manoscritti che indicano una distanza di 160 stadi (19 miglia /30 km). Questi includono i manoscritti “onciali”: א (Codex Sinaiticus) Θ, Ν, Κ, Π, 079 e i manoscritti corsivi (minuscoli): 265, 1079, 1604, 1219, 1223, così come alcune antiche traduzioni in latino (alcuni manoscritti della Vetus Latina, p.e. Codex Sangermanensis), manoscritti di alta qualità della Volgata (incluso il più antico di questi, il Codice Fuldensis), in aramaico (Evangeliario Palestinese), georgiano e armeno. La versione dei 60 stadi (7 miglia) è stata adottata nelle versioni stampate del Vangelo di Luca a partire dal XVI secolo. L’argomentazione principale contro la versione dei 160 stadi afferma che è impossibile percorrere a piedi avanti e indietro una tale distanza in un giorno. Il principio interpretativo dei testi antichi, denominato “Lectio difficilior, lectio verior”, andrebbe tuttavia ricordato. Esaminando le due versioni, va considerata come più genuina quella più difficile, in quanto gli antichi copisti della Bibbia era inclini a modificare il testo per facilitarne la comprensione, ma non viceversa. Va anche notato che è possibile andare a piedi da Gerusalemme a Emmaus-Nicopolis e ritornare in un solo giorno, fatto che è stato confermato dall’esperienza.
Le antiche fonti antiche ebraiche (1 Maccabei, Giuseppe Flavio, il Talmud e il Midrash) citano soltanto un villaggio di nome Emmaus nell’area di Gerusalemme: Emmaus della valle di Ayalon. Per esempio, nella “Guerra Giudaica” (4,8,1) Giuseppe Flavio racconta che Vespasiano posizionò la 5ª Legione Macedonica a Emmaus. Questo è stato confermato dagli archeologi, che hanno scoperto delle pietre tombali con incisioni relative a soldati della Legione nell’area di Emmaus-Nicopolis. Dunque possiamo essere sicuri che il villaggio di Emmaus è esistito veramente nella valle di Ayalon nel I secolo d.C., e che Giuseppe Flavio aveva in mente questo villaggio quando nominava Emmaus nei suoi scritti. Vedere: P. M. Séjourné, "Nouvelles de Jérusalem", RB 1897, p. 131; E. Michon, "Inscription d'Amwas", RB 1898, p. 269-271; J. H. Landau, "Two Inscribed Tombstones", "Atiqot", vol. XI, Jerusalem, 1976. (Il villaggio di Ha-Motsa, a circa 30 stadi -circa 4 miglia- da Gerusalemme, è citato in manoscritti Greci medioevali della “Guerra Giudaica” di Giuseppe Flavio (7,6,6) con il nome di Ammaus, apparentemente per un errore dei copisti).
L’antica tradizione cristiana dei Padri della Chiesa, così come i pellegrini della Terra Santa durante il Periodo Romano-Bizantino, riconobbero all’unanimità Nicopolis come la Emmaus nominata dal Vangelo di Luca (Origene -presumibilmente-, S. Eusebio di Cesarea “Onomasticon”, S. Gerolamo “Lettera 108, PL XXII, 833” e altri testi, Esichio di Gerusalemme “Questiones, PG XCIII, 1444”, Teofane il Confessore “Chronografia, PG CVIII, 160”, Sozomeno “Storia Ecclesiastica, PG LXVII, 180”, Teodosio “De situ Terrae Sanctae, 139” ecc.)
Nel 1878 Maria di Gesù Crocifisso, carmelitana di Betlemme, ebbe una visione nella quale Gesù rivelò che Amwas era la vera Emmaus. Di conseguenza quel luogo santo fu acquistato dai musulmani da parte delle monache carmelitane.
Emmaus-Nicopolis ha conservato il suo antico nome di “Emmaus” (Amwas) attraverso le età della storia. La tradizione cristiana di venerare questo luogo come la Emmaus dove il Cristo risorto è apparso è anch’essa sopravvissuta nel corso dei secoli.